# 淺井信好
淺井信好（1983年12月10日—）是一位日本舞者、導演和編舞，株式会社月灯りの移動劇場的負責人，Cie PIERRE MIROIR的藝術總監，曾於2014年獲得愛知縣藝術文化選獎新人賞。